# 호아친
호아친(Ophisthocomus hoazin)은 남아메리카의 아마존강과 오리노코강 인근 늪에 사는 새이다. 호아친의 분류에 대해서는 여러 학설이 있다. 예전에는 닭목이나 두루미목으로 분류하기도 했다. 단백질 분석 결과를 바탕으로 뻐꾸기목으로 분류하고 있으나, 뻐꾸기과의 다른 새들이 네 발가락 중 두 발가락은 앞, 두 발가락은 뒤를 향하고 있는 데 반해, 호아친은 세 발가락은 앞, 한 발가락은 뒤를 향하고 있다. 분기학의 연구 결과는 호아친이 뻐꾸기과나 부채머리과보다는 (두루미목의) 느시사촌과에 더 가깝다는 의견을 지지하고 있다.

## 계통 분류
2021년 브라운(Braun)과 킴볼(Kimball) 등의 연구에 의한 신조류 계통 분류이다.

|  | 비둘기목                                                |
|  |                                                         |
|  | \| \| 사막꿩목 \| \| \| \| \| \| 메사이트목 \| \| \| \| |
|  |                                                         |
|  | 사막꿩목                                                |
|  |                                                         |
|  | 메사이트목                                              |
|  |                                                         |

|  | 사막꿩목   |
|  |            |
|  | 메사이트목 |
|  |            |

|  | 두견목 |
|  |        |
|  | 느시목 |
|  |        |

|  | 수조류   |
|  |          |
|  | 뱀눈새류 |
|  |          |

|  | 두견목 |
|  |        |
|  | 느시목 |
|  |        |

|  | 수조류   |
|  |          |
|  | 뱀눈새류 |
|  |          |

|  | 비둘기목                                                |
|  |                                                         |
|  | \| \| 사막꿩목 \| \| \| \| \| \| 메사이트목 \| \| \| \| |
|  |                                                         |
|  | 사막꿩목                                                |
|  |                                                         |
|  | 메사이트목                                              |
|  |                                                         |

|  | 사막꿩목   |
|  |            |
|  | 메사이트목 |
|  |            |

|  | 두견목 |
|  |        |
|  | 느시목 |
|  |        |

|  | 수조류   |
|  |          |
|  | 뱀눈새류 |
|  |          |

|  | 두견목 |
|  |        |
|  | 느시목 |
|  |        |

|  | 수조류   |
|  |          |
|  | 뱀눈새류 |
|  |          |